# Парень из нашего города (спектакль)
«Парень из нашего города» — спектакль театра «Ленком» поставленный по одноимённой пьесе Константина Симонова.
Первую постановку пьесы в театре осуществил Иван Берсенев в апреле 1941 году за два месяца до начала Великой Отечественной войны. После войны к постановке возвращались ещё дважды: в 1955 году свою версию спектакля осуществила Софья Гиацинтова, в 1977 году — Марк Захаров и Юрий Махаев.

## Краткое содержание
Действие происходит в годы 1932—1939.
Сергей Луконин, мечтавший об учёбе в танковой школе, получает такое приглашение. В родном Саратове остается его невеста Варя, вскоре ставшая актрисой.
После танковой школы молодой офицер Луконин отправляется на войну в Испанию, попадает в плен, совершает побег, получает ранение…

## Действующие лица и исполнители
| Роль                                                | Постановка 1941 года                 | Постановка 1955 года                | Постановка 1977 года                                         |
| --------------------------------------------------- | ------------------------------------ | ----------------------------------- | ------------------------------------------------------------ |
| Сергей Луконин                                      | Владимир Соловьёв Александр Шешко    | Аркадий Щербаков                    | Виктор Проскурин                                             |
| Аркадий Бурмин                                      | Александр Шатов Ростислав Плятт      | Геннадий Карнович-Валуа             | Олег Янковский Михаил Поляк                                  |
| Варя (Варвара Андреевна)                            | Н. Н. Паркалаб                       | Гертруда Двойникова                 | Татьяна Дербенёва                                            |
| Анна Ивановна                                       | Ирина Мурзаева Лидия Рюмина          | Лидия Рюмина                        | Людмила Пономарёва                                           |
| Петька Бурмин                                       | В. В. Егоров                         | В. В. Бегтин                        | Александр Ершов Андрей Тульев (телеверсия)                   |
| Женя, практикантка в клинике                        | 3. А. Руднева                        | И. В. Шутова                        | Людмила Зорина                                               |
| Володя Гуляев                                       | П. И. Голышев                        | Л. Ф. Лосев                         | Виктор Лосьянов                                              |
| Алексей Петрович Васнецов, начальник Танковой школы | Олег Фрелих А. И. Петроченко         | Николай Емельянов                   | Юрий Колычёв Владимир Марченко                               |
| Вано Гулиашвили                                     | Ф. О. Заславский                     | Всеволод Ларионов                   | Юрий Зайцев                                                  |
| капитан Севастьянов                                 | Владимир Всеволодов Иван Лобызовский | Михаил Пуговкин                     | Владимир Кузнецов                                            |
| Сафонов, шофёр такси                                | В. Ф. Ульянов Н. Г. Далеков          | Ю. А. Лихачев                       | Юрий Астафьев                                                |
| Полина Францевна Сюлли, преподавательница языков    | Нина Делекторская                    | М. Д. Прокопович В. А. Слободннская | Елена Фадеева                                                |
| командир роты                                       | отсутствует                          | отсутствует                         | Владимир Богачёв                                             |
| офицер                                              | В. Г. Поляков                        | В. Г. Жуков                         | Владимир Кузнецов Виктор Речман Борис Никифоров (телеверсия) |
| переводчик                                          | В. С. Есин                           | Юрий Стромов                        | Михаил Поляк Владимир Белоусов                               |
| медсестра                                           | отсутствует                          | отсутствует                         | Зинаида Щенникова                                            |
| соло на баяне                                       | отсутствует                          | отсутствует                         | Василий Шкиль                                                |
| связной                                             | отсутствует                          | Н. А. Соколов                       | отсутствует                                                  |
| командир Полуэктов                                  | М. Г. Бокк                           | отсутствует                         | отсутствует                                                  |
| мотоциклист                                         | Н. А. Соколов                        | отсутствует                         | отсутствует                                                  |
| врач                                                | А. Р. Барский                        | А. И. Поляков                       | отсутствует                                                  |
| телефонист                                          | А. Е. Кружков                        | отсутствует                         | отсутствует                                                  |
| красноармеец                                        | В. В. Бегтин                         | отсутствует                         | отсутствует                                                  |
| помощник режиссёра                                  | А. Н. Гладышев                       | В. В. Сергеев                       | отсутствует                                                  |
| санитары                                            | В. В. Бегтин Б. М. Васильев          | отсутствует                         | отсутствует                                                  |
| соседка                                             | отсутствует                          | отсутствует                         | Эльва Луценко Нина Палладина                                 |

## Создатели спектакля
| Должность                          | Постановка 1941 года            | Постановка 1955 года               | Постановка 1977 года                 |
| ---------------------------------- | ------------------------------- | ---------------------------------- | ------------------------------------ |
| Постановка                         | Иван Берсенев Владимир Соловьёв | Софья Гиацинтова Александр Пелевин | Марк Захаров Юрий Махаев             |
| Режиссёр                           |                                 |                                    | Михаил Поляк                         |
| Художник                           | М. А. Виноградов                | Игорь Вускович                     | Ольга Твардовская Владимир Макушенко |
| Художник по свету                  |                                 |                                    | М. К. Бабенко                        |
| Композитор                         | З. П. Фельдман                  | Василий Ширинский                  |                                      |
| Дирижёр                            |                                 | Л. В. Перминов                     |                                      |
| Художественный руководитель театра | Иван Берсенев                   | Софья Гиацинтова                   | Марк Захаров                         |

## Постановка 1941 года
В театр пьесу принёс молодой поэт Константин Симонов. Персонаж его пьесы Сергей Луконин стал близок и дорог миллионам советских людей, вобрав в себя лучшие черты поколения 1940-х гг.
После успеха спектакля «Парень из нашего города» имя Симонова появлялось на афишах театра: «Русские люди», «Так и будет», «Русский вопрос», «Под каштанами Праги» и другие.

## Постановка 1955 года
Вторая постановка пьесы в театре.

## Постановка 1977 года
Третья постановка пьесы в театре. Премьера состоялась 12 декабря 1977 года.
В спектакле звучат стихи К. Симонова, М. Светлова, И. Уткина, Н. Отрады, М. Кульчицкого, С. Гудзенко.
В 1978 году была записана телеверсии спектакля, выпущена аудиоверсия спектакля.

### Создатели телеверсии, 1978 год
- Оператор-постановщик: А. Шапорин
- Звукорежиссёр: С. Годлевская
- Художник-постановщик: В. Макушенко
- Режиссёр: М. Маркова
- Операторы:
  - Ю. Лисин
  - А. Божко